# Narciso Abellana
Narciso Villaver Abellana MSC (ur. 11 listopada 1953 w Talisay) – filipiński duchowny rzymskokatolicki, od 2013 biskup Romblon.

## Życiorys
Święcenia kapłańskie przyjął 28 grudnia 1978 w zgromadzeniu Misjonarzy Najświętszego Serca Jezusowego. Po kilkuletnim stażu proboszczowskim został rektorem zakonnego seminarium, a w latach 1991-1993 był mistrzem nowicjatu. Kolejne sześć lat spędził jako dziekan w zakonnym teologacie, a w 1999 został wybrany przełożonym filipińskiej prowincji zgromadzenia. W latach 2005–2011 przebywał w Rzymie, pełniąc funkcję wikariusza generalnego zakonu oraz asystenta generała. Po zakończeniu kadencji powrócił do kraju i został kapelanem uniwersytetu w Nueva Ecija.
15 października 2013 został mianowany biskupem diecezji Romblon. Sakry biskupiej udzielił mu 11 grudnia 2013 abp Socrates Villegas.